# Rhantus oceanicus
Rhantus oceanicus är en skalbaggsart som beskrevs av Michael Balke 1993. Rhantus oceanicus ingår i släktet Rhantus och familjen dykare. Inga underarter finns listade i Catalogue of Life.